# Dufresnel
 (mars 2019).
Dufresnel (né Bonaventure-Antoine de Wez à Alençon le 14 juillet 1742 et mort à Valenciennes le 31 juillet 1787) est un acteur et écrivain français.
Il joue les rois et pères nobles à Bordeaux de 1771 à 1779.
Le 11 juin 1777 il débute à la Comédie-Française par le rôle de Joad dans Athalie de Jean Racine. Le Mercure de France estime qu'il a « l'habitude du Théâtre, l'intelligence de la scène & un jeu naturel ; mais des moyens foibles pour faire ressortir ses talens ». Il est donc sans doute refusé et retourne à Bordeaux pour deux saisons encore, puis il part vers le Nord : on le voit à Liège en 1781 comme codirecteur puis comme acteur en 1782. Il y publie son Essai sur la perfection du jeu théâtral.
Il se rend ensuite à Lille où il joue les rois, les pères nobles et est régisseur du spectacle durant la saison 1783-1784. Il arrive ensuite à Bruxelles, à La Monnaie, pour la saison 1784-1785, joue encore à Gand en 1786-1787 et termine sa carrière à Valenciennes où il meurt.
Hécart raconte que le curé de Saint-Jacques lui refusa la sépulture en tant que comédien et le fit enterrer sur l'esplanade de l'église.

## Pour approfondir